# Glaucocarpum suffrutescens
Glaucocarpum es un género monotípico de planta fanerógama perteneciente a la familia Brassicaceae. Su única especie, Glaucocarpum suffrutescens, es originaria de Estados Unidos.

## Taxonomía
Glaucocarpum suffrutescens fue descrita por Reed Clark Rollins  y publicado en Madroño 4(7): 233. 1938.